# Roca Custodio
Roca Custodio är en kulle i Antarktis. Den ligger i Västantarktis. Argentina, Chile och Storbritannien gör anspråk på området.
Terrängen runt Roca Custodio är varierad. Havet är nära Roca Custodio åt sydväst. Trakten är obefolkad. Det finns inga samhällen i närheten.